# Torre de Darnac
La Torre de Darnac, o de Coma Darns, era un castell medieval d'estil romànic del segle xi situat en el terme comunal de Brullà, a la comarca del Rosselló (Catalunya del Nord).
El seu emplaçament, i les restes que en queden, juntament amb les de la Capella de Darnac, són entre les edificacions actuals del Mas Tardiu, al nord-oest del terme de Brullà.

## Història
El lloc és documentat des del 967 (locum quem dicunt Darnago) i apareix al llarg de l'edat mitjana amb diferents variants: el 981, el sacellum de Darnago (capella p santuari), el 1145, cumba de Darnach, el 1161, cumba de Arns, el 1188, comba Darns, etc. El 973 era Elna qui hi tenia nombroses possessions; en canvi, el 1383 estava dins de les possessions d'Elionor i Constança de Perellós, filles de Ramon de Perellós.

## Característiques
La torre, possiblement del segle xiii, fou totalment arrebossada al segle xix, fins al punt que ara per ara és impossible de veure'n els detalls constructius.